# Saša Lošić
Saša Lošić - Loša, bosanski pevec in skladatelj, * 19. julij 1964, Banja Luka, Bosna in Hercegovina.
Lošić je frontman in glavni avtor glasbe skupine Plavi orkestar, ene najbolj priljubljenih pop rock skupin na ozemlju nekdanje Jugoslavije. Danes je priznan predvsem kot pisec filmske glasbe, med drugim za tri rekorderje po gledanosti med slovenskimi filmi: Outsider, Kajmak in marmelada in Petelinji zajtrk. Od leta 2005 vodi tudi projekt Saša Lošić Film Orchestra.
Poročen je s slovensko Špelo Možina, po vojni v Bosni in Hercegovini je z izredno naturalizacijo dobil slovensko državljanstvo.
"Ob ob vrnitvi v Sarajevo sem ugotovil, da sem postal Slovenec. Ugotovil sem, da je Slovenija postala moja druga domovina."
Danes živi in ustvarja na Dunaju.